# Gropiusstadt
Gropiusstadt, Berlin-Gropiusstadt – dzielnica (Ortsteil) Berlina w okręgu administracyjnym Neukölln. Od 1 października 1920 w granicach miasta.
Przy Fritz-Erler-Allee 120 stoi najwyższy blok mieszkalny Berlina – wieżowiec Ideal, który liczy 30 pięter i ma trzy windy.

## Transport
Przez dzielnicę przebiega linia U7 z następującymi stacjami:
- Johannisthaler Chaussee
- Lipschitzallee
- Wutzkyallee
- Zwickauer Damm